# Тайлър Пери
Тайлър Пери (на английски: Tyler Perry) е американски актьор, телевизионен продуцент, режисьор и сценарист.
Роден е на 23 септември 1969 година в Ню Орлиънс в афроамериканско семейство на дърводелец. През 1990 година се установява в Атланта, където малко по-късно поставя първата си пиеса и през следващите години постига успех в театъра. Широка известност му донася сериалът „Домът на Пейн“ („House of Payne“, 2006 – 2012). Наред с участието му в други телевизионни продукции, както и в киното, той се превръща в една от най-успешните личности в американската забавна индустрия.

## Избрана филмография
- „Домът на Пейн“ („House of Payne“, 2006 – 2012)
- „Защо ли се ожених?“ („Why Did I Get Married?“, 2007)
- „Алекс Крос“ („Alex Cross“, 2012)
- „Не казвай сбогом“ („Gone Girl“, 2014)
- „Костенурките нинджа: На светло“ („Teenage Mutant Ninja Turtles: Out of the Shadows“, 2016)
- „Вице“ („Vice“, 2018)